# 貞昌院
貞昌院（ていしょういん）は、神奈川県横浜市港南区上永谷にある曹洞宗の寺。山号は天神山（てんじんざん）。本尊は釈迦如来・十一面観音、開山は明堂文龍大和尚である。

## 歴史
貞昌院の前身は、天性院と称した天台宗の宿坊であり、上之坊、下之坊という2坊があったが、足利時代に廃絶されたと伝えられる。下之坊には菅原道真五男で菅秀才と呼ばれた菅原淳茂が配流されてこの地に起居しており、道真自刻の尊像を奉祀して朝夕崇拝したのが、永谷天満宮の嚆矢であるとする伝説が残る。
天正10年（1582年）に宅間上杉家の上杉規富が永谷天満宮を再建するにあたり、戸塚区川上町 徳翁寺四世 明堂文龍大和尚を請し、上永谷町字籠森（現在の市営地下鉄上永谷駅付近）に建立されたのが始まりである。それ以来、貞昌院が永谷天満宮の別当となった。当時は永谷天満宮と山を挟んだ位置関係にあったが、文化14年（1817年）に、現在の場所に移転した。
明治19年（1886年）の火災により、堂宇が焼失したが、本尊十一面観世音菩薩像と欄間彫刻などは、近隣檀家の方々によって無事搬出され難を逃れることができた。明治34年（1901年）、第28世無外源量大和尚の時に諸堂が再建された。その後、関東大震災による倒壊を経たが、翌年にはそれまでの茅葺から亜鉛葺きの伽藍として再建なる。太平洋戦争中の昭和18年（1943年）に金属類回収令によって梵鐘が供出された。昭和46年（1971年）に、銅板葺きとなり、現在の姿に改築された。本堂に祀られている釈迦如来像は、彫刻家長谷川雅宣の作で、平成3年（1991年）に開眼供養が行われた。
また、前出の道真像（神像）は長らく同寺に保存され、祭事や出開帳の際に神社に動座されていた。近年は丑年の天満宮例大祭の際にのみ天満宮へ動座されていたが、2009年に神体を保管する施設が完成したことにより、以降は天満宮に安置されることとなった。

## 主な行事

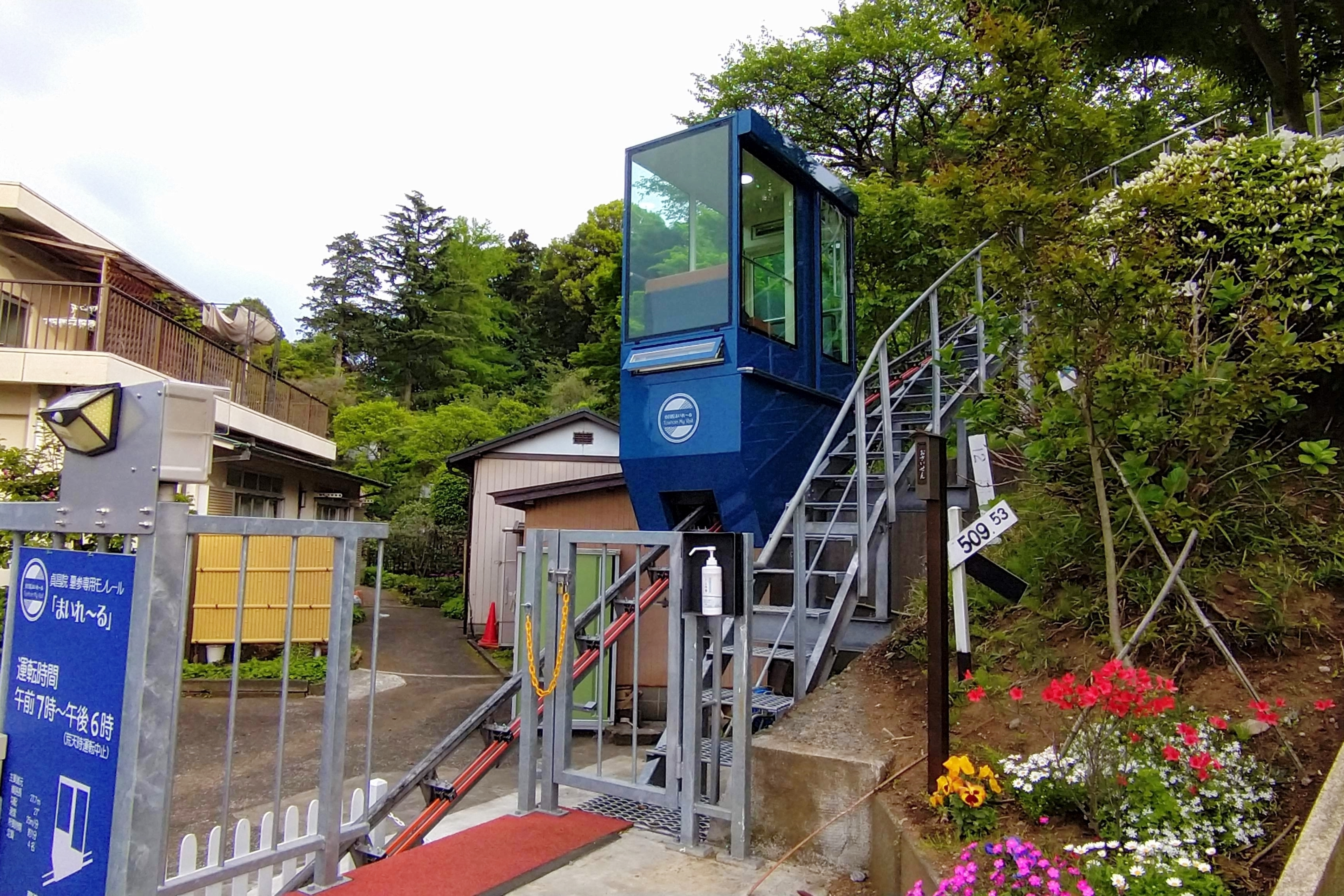
同院の墓参用スロープカー「まいれ～る」

- 1月1日：修正会
- 春彼岸
- 盂蘭盆
- 4月8日に近い日曜日：灌仏会（花まつり）
- 7月26日：施餓鬼会（施食会）
- 秋彼岸
- 12月31日：除夜の鐘
- 毎週木曜日朝：坐禅会
- 毎週木曜日午後：茶道教室（表千家）

## 交通
- 横浜市営地下鉄ブルーライン上永谷駅 徒歩5分
- 環状2号線沿い